# Tangstedt (Kreis Pinneberg)
Tangstedt (niederdeutsch: Tangsteed) ist eine Gemeinde im Kreis Pinneberg in Schleswig-Holstein. Vereinzelt wird sie verwechselt mit der Gemeinde gleichen Namens im Kreis Stormarn. Diese liegt nur 16 km (Luftlinie) entfernt; allerdings östlich der Stadt Norderstedt.

## Geografie

### Lage und Ortsteile
Das Gemeindegebiet von Tangstedt erstreckt sich östlich des Oberlaufs der Pinnau im westlichen Teil des Naturraums Hamburger Ring (Haupteinheit Nr. 695), einem Teilbereich der Südholsteinischen Geest.
Neben dem für die Gemeinde namenstiftenden Dorf liegt auch der Ortsteil Wulfsmühle im Gemeindegebiet.

### Nachbargemeinden
Die Gemeinde Tangstedt grenzt im Westen an die Stadt Pinneberg und die Gemeinde Borstel-Hohenraden, im Norden an die Stadt Quickborn, im Osten an die Gemeinden Hasloh und Bönningstedt und im Süden an die Gemeinden Ellerbek und Rellingen.

## Geschichte
Tangstedt ist einer der ältesten Siedlungsplätze in diesem Raum. Die erste urkundliche Erwähnung erfolgte 1242 im Landesarchiv unter „Tangstede“. Lange nahm man an, dass der Name auf den Eigennamen „Thanco“ zurückgeht. Neuere Erkenntnisse gehen davon aus, dass der Name Tangstedt seine Begründung in für Tangstedt charakteristischen Geländeformationen eines eiszeitlichen Sanders findet, der mehrere kleine Moore umgibt.
Auch die Wulfsmühle ist schon 1382 urkundlich belegt. Seit dem 14. Jahrhundert gehört Tangstedt zum Kirchspiel von Rellingen. Eine Schule wird erstmals 1719 erwähnt.
Einige Straßen sind nach den verstorbenen Bürgermeistern benannt worden. So gibt es beispielsweise einen Jacob-Behrmann-Weg oder einen Bürgermeister-Eggerstedt-Weg. Auch nach dem ehemaligen Schulmeister Hermann Krohn wurde eine Straße benannt.
Seit 2003 ist die Bevölkerung von Tangstedt durch zwei Baugebiete um ca. zehn Prozent gewachsen. Dabei handelt es sich um die 'Kleine Twiete' mit elf Häusern und um den 'Steenacker' in der Ortsmitte mit 70 Häusern. 2020 wurde das Baugebiet am 'Steenacker' erweitert. Tangstedt besteht fast ausschließlich aus Einzelhäusern in eingeschossiger Bauweise.
Am Ortseingang ist ein Gewerbegebiet zur linken und rechten Seite.

## Politik

### Gemeindevertretung
Bei der Kommunalwahl am 14. Mai 2023 wurden insgesamt 13 Sitze vergeben. Von diesen erhielt die CDU acht Sitze und die SPD erhielt fünf Sitze.

### Wappen
Blasonierung: „Im Wellenschnitt schräglinks geteilt. Oben in Silber eine linksgewendete, schräglinksgestellte blaue Zange, unten in Rot ein silberner Mühlstein, daneben ein aufgerichteter silberner Wolf.“

## Kultur und Sehenswürdigkeiten
Eines der schönsten Ausflugsziele ist die Wulfsmühle mit einem größeren See und einem Golfplatz. In Tangstedt gibt es viele schöne Höfe und auch einen Reitstall. Ein weitverzweigtes Wegenetz bietet viele Möglichkeiten zu ausgedehnten Spaziergängen durch die weiträumige Landschaft.

### Vereine
Der Tangstedter Sportverein mit ca. 550 Mitgliedern bietet Fußball, Tennis, Boxen und weitere Sportarten an.

## Wirtschaft und Verkehr
Der wichtigste Wirtschaftszweig in Tangstedt ist die Land- und Forstwirtschaft. Daneben befinden sich in der Gemeinde Handwerks- und Handelsbetriebe. Im Jahr 2006 wurde mit den Planungen eines 40.000 m² großen Gewerbegebietes begonnen.
Tangstedt liegt an der Kreisstraße 6 zwischen Rellingen und Hasloh (Dorfstraße). Die Autobahnen 23 und 7 sind an den nahen Anschlussstellen Rellingen (A 23 Nr. 17) und Quickborn (A 7 Nr. 21) zu erreichen.
An den öffentlichen Nahverkehr ist Tangstedt über die Buslinien 395 und 595 im HVV angebunden. Die Linie 395 verkehrt grundsätzlich im Stundentakt (zur HVZ alle 30 Minuten). Sie verbindet den S-Bahnhof Wedel über Pinneberg und Tangstedt mit Hasloh. Endstation ist am U-Bahnhof Garstedt. Die Linie 595 dient dem Schülerverkehr von Tangstedt über Rellingen zur Caspar-Voght-Schule.